# Arang
Pour plus de détails, voir Fiche technique et Distribution.
Arang (hangul : 아랑 ; RR : A-rang) est un film d'horreur sud-coréen écrit et réalisé par Ahn Sang-hoon, sorti en 2006.

## Synopsis
Une détective, So-young, et son partenaire, Hyun-ki, découvrent une affaire sur des meurtres successifs liés à la mort mystérieuse d'une jeune fille de dix ans. Cette enquête les mène à un village hanté…

## Fiche technique
- Titre original : 아랑
- Titre international : Arang
- Réalisation : Ahn Sang-hoon
- Scénario : Ahn Sang-hoon, Jeong Seon-joo, Kim Jae-yeon, Lee Jeong-seob et Sin Yoon-kyeong
- Décors : Hong Seung-jin, Lee Bong-hwan et An Su-jin
- Costumes : Kim Ji-yeon
- Photographie : Chung Kwang-suk
- Son : Kim Bong-soo
- Montage : Ko Im-pyo
- Musique : Jeong Dong-in
- Production : Kim Jin
- Société de production : Dream And Pictures[1]
- Société de distribution : Lotte Entertainment
- Budget : 4 000 000 000 de wons[1]
- Pays d'origine : Corée du Sud
- Langue originale : coréen
- Format : couleur - 2.35 : 1 - Dolby Digital - 35 mm
- Genre : horreur
- Durée : 97 minutes
- Date de sortie :
  -  Corée du Sud : 28 juin 2006

## Distribution
- Song Yoon-ah : So-young
- Lee Dong-wook : Hyun-gi
- Lee Jong-soo : Dong-min
- Kim Hae-in : Min-jeong
- Jeong Won-joong : Kim Ban-jeong
- Lee Seung-cheol : Jo So-jang
- Choo So-young : Su-bin
- Jeon Jun-hong : Jeong-ho
- Joo Sang-wook : Jae-hyeon
- Lee Seung-ju : Ji-cheol
- Kim Ok-vin

## Production

### Développement
Pour l'histoire de son premier long-métrage, le scénariste-réalisateur Ahn Sang-hoon s'inspire d'une légende du folklore de Miryang en Corée du Sud : Arang est une jeune femme de la dynastie Joseon, passionnellement et accidentellement tuée par un sous-officier qui l'a violée ; elle apparaît sous forme de fantôme devant les magistrats en leur demandant une enquête sur sa mort, mais ces derniers, l'un après l'autre, meurent d'une crise cardiaque,. « Les spectateurs sud-coréens préfèrent voir des fantômes traditionnels dans les films d'horreur. Des films de slasher ou de gore avec leur éclaboussure de sang ne sont pas bien réalisé en Corée du Sud », explique un des membres d'équipe de ce film.
Le producteur de Dream And Pictures dit que les films d'horreur comme Phone (폰, 2002) de Ahn Byeong-ki et Deux sœurs (장화, 홍련, 2003) de Kim Jee-woon ont connu un succès en parlant de la qualité et du box-office, ce qui a donné une perception croissante du fait que les films d'horreur ne peuvent plus lésiner sur la qualité.

## Accueil

### Sortie nationale
Arang sort le 28 juin 2006 en Corée du Sud. Son budget étant environ 3 000 000 de dollars, il récolte plus de 5 150 000 de dollars au bout de quatrième semaine grâce aux 820 000 spectateurs.

### Accueil critique
La journaliste Kim Tae-jong de The Korea Times qualifie ce film « intéressant, mais pas à la hauteur ».

### Box-office
| Pays ou région | Box-office      | Date d'arrêt du box-office | Nombre de semaines |
| -------------- | --------------- | -------------------------- | ------------------ |
| Corée du Sud   | 820 086 entrées | 23 juillet 2006            | 4                  |